# António Eduardo Pereira dos Santos
António Eduardo Pereira dos Santos, kortweg Kanu (3 mei 1984) is een Braziliaans voetballer die uitkomt voor het Braziliaanse EC Vitoria.

## Statistieken
| Seizoen | Club                | Land     | Competitie          | Wed. | Goals |
| ------- | ------------------- | -------- | ------------------- | ---- | ----- |
| 2004/05 | ABC Futebol Clube   | Brazilië | Série B             |      |       |
| 2005/06 | Alecrim FC          | Brazilië | Campeonato Potiguar |      |       |
| 2005/06 | Teotonio FC         | Brazilië | Licenciado          |      |       |
| 2006/07 | Estrela do Norte FC | Brazilië | Campeonato Capixaba |      |       |
| 2007/08 | Jaguar EC           | Brazilië | Série B             |      |       |
| 2007/08 | → Ituano FC         | Brazilië | Série D             | 3    | 0     |
| 2008/09 | Jaguar EC           | Brazilië | Série B             |      |       |
| 2008/09 | Águia Negra         | Brazilië | Série D             |      |       |
| 2008/09 | SC Beira-Mar        | Portugal | SuperLiga           | 26   | 3     |
| 2009/10 | SC Beira-Mar        | Portugal | SuperLiga           | 29   | 5     |
| 2010/11 | SC Beira-Mar        | Portugal | SuperLiga           | 15   | 0     |
| 2010/11 | Standard Luik       | België   | Jupiler Pro League  | 14   | 0     |
| 2011/12 | Standard Luik       | België   | Jupiler Pro League  | 22   | 2     |
| 2012/13 | Standard Luik       | België   | Jupiler Pro League  | 28   | 1     |
| 2013/14 | Standard Luik       | België   | Jupiler Pro League  | 24   | 1     |
| 2014/15 | Vitória SC          | Portugal | Primeira Liga       | 5    | 1     |
| 2015/16 | EC Vitória          | Brazilië | Série B             | 16   | 4     |
| 2015/16 | OH Leuven           | België   | Jupiler Pro League  | 7    | 1     |
| Totaal  | Totaal              | Totaal   | Totaal              | 184  | 17    |